# Lonchocarpus hermannii
Lonchocarpus hermannii är en ärtväxtart som beskrevs av Mario Sousa. Lonchocarpus hermannii ingår i släktet Lonchocarpus och familjen ärtväxter. Inga underarter finns listade i Catalogue of Life.